# Literaturjahr 1814
Liste der Literaturjahre

Literaturjahr 1814 | ►►

Weitere Ereignisse
Dieser Artikel behandelt das Literaturjahr 1814.

## Ereignisse
- 23. Januar: Joseph Görres übernimmt die Redaktion des Rheinischen Merkur. Görres führt in seinem Blatt, das von 1814 bis 1816 in Koblenz erscheint, eine leidenschaftliche Kampagne gegen Napoleon und plädiert für ein freiheitliches, föderalistisch verfasstes Deutschland. Die Zeitschrift wird von Napoleon als "fünfte feindliche Großmacht" bezeichnet. Der Rheinische Merkur ist die erste deutsche Zeitung, die europaweit wahrgenommen und beachtet wurde.
- Goethe verfasst das Festspiel Des Epimenides Erwachen (UA 1815).

## Bibliotheken
Die Stadt Mainz erlässt eine Verordnung, die alle Verlage und Drucker der Stadt zur Ablieferung von Pflichtexemplaren ihrer Druckerzeugnisse an die Stadtbibliothek verpflichtet. Die Verordnung wird bis ins 20. Jahrhundert nur lückenhaft befolgt.

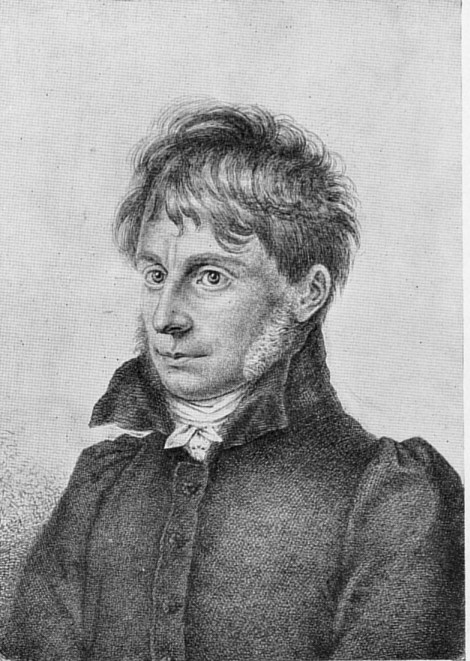
Joseph Görres

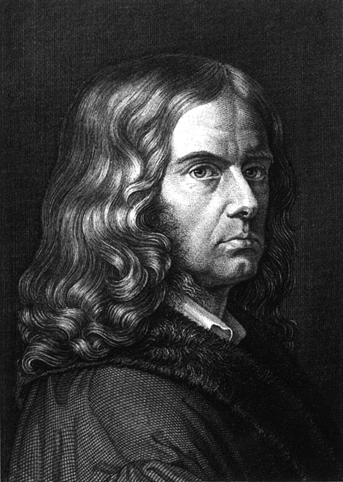
Adelbert von Chamisso

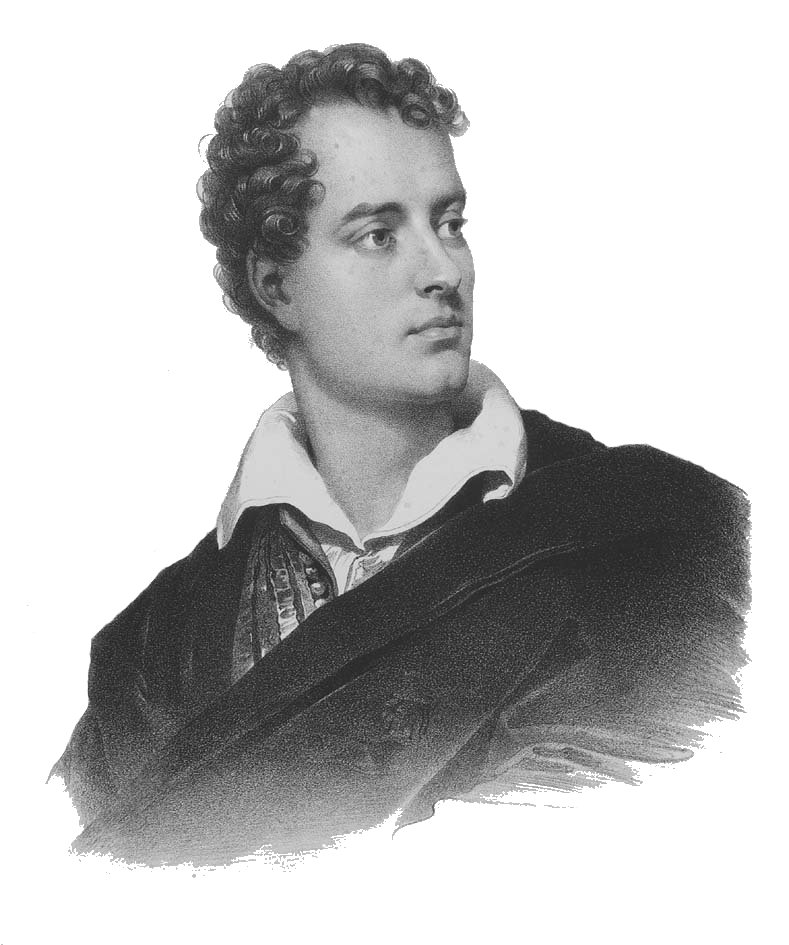
Lord Byron

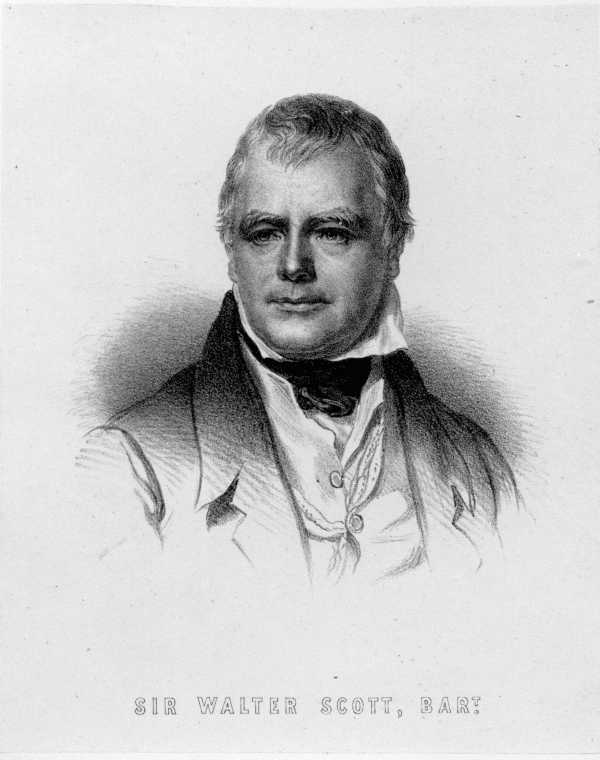
Walter Scott

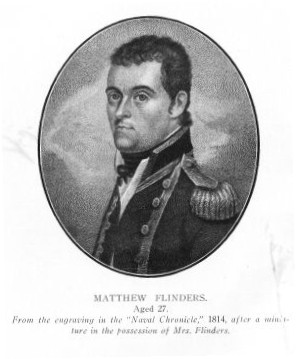
Matthew Flinders

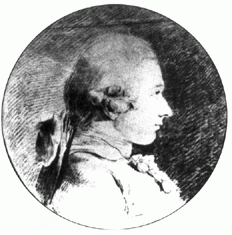
Marquis de Sade

## Neuerscheinungen

### Belletristik
- Adelbert von Chamisso: Peter Schlemihls wundersame Geschichte
- Jane Austen: Mansfield Park erscheint ohne den Namen der Autorin zu nennen.
- Frances Burney: La Femme errante.
- Lord Byron: The Corsair.
- Lord Byron: Lara, Orientalische Geschichte.
- Walter Scott: Waverley erscheint anonym. Das Buch gilt als der erste englische historische Roman.
- Robert Southey: Roderick, the Last of the Goths , Epos.

### Lyrik
- Lord Byron: Ode To Napoleon Buonaparte.

### Sachliteratur
- Ernst Moritz Arndt: Ansichten der deutschen Geschichte erscheint bei Rein in Leipzig
- Matthew Flinders: A Voyage to Terra Australis in London.

- Unter dem Titel History of the Expedition Under the Command of Captains Lewis and Clark: To the Sources of the Missouri, thence Across the Rocky Mountains and down the River Columbia to the Pacific Ocean erscheinen die Expeditionstagebücher von Meriwether Lewis und William Clark. Lewis und Clark hatten im Auftrag von Thomas Jefferson eine wissenschaftliche Expedition den St. Lous-River hinauf über die Rocky Montains bis zum Pazifik unternommen.

### Essays
- Chateaubriand: De Buonaparte et des Bourbons, ein Pamphlet gegen Napoleon
- Benjamin Constant: De l’esprit de conquête et de l’usurpation und Réflexions sur les institutions. Zwei Pamphlete gegen Napoleon.

### Übersetzungen
- Christoph Martin Wieland übersetzt Ciceros Briefe. Die Übersetzung erscheint unter dem Titel  M. Tullius Cicero's Sämmtliche Briefe übersetzt und erläutert von C.M. Wieland im Verlag Macklot in Stuttgart.

## Geboren
- 8. Juni: Charles Reade, englischer Romanautor und Dramatiker († 1884)

- 28. August: Sheridan le Fanu, irischer Autor von Schauerromanen († 1873)

- 15. Oktober: Michail Lermontow, russischer Dichter († 1841)
- 6. November: William Wells Brown, US-amerikanischer Historiker, Dramatiker und Romanautor († 1884)
- 26. November: Louise Aston, deutsche Schriftstellerin († 1871)

- 31. Dezember: Jules Simon, französischer Philosoph († 1896)

### Datum unbekannt
- Pavlos Kalligas, griechischer Politiker, Jurist und Schriftsteller († 1896)

## Gestorben
- 4. Januar: Johann Georg Jacobi, deutscher Dichter (* 1740)
- 29. Januar: Johann Gottlieb Fichte, deutscher Philosoph (* 1762)
- 27. Februar: Julien Louis Geoffroy, französischer Literaturkritiker (* 1743)

- 15. Juni: Charles Palissot de Montenoy, französischer Dramatiker (* 1730)
- 25. Juli: Charles Dibdin, englischer Dramatiker und Schauspieler (* 1745)
- 5. September: Gabriel Gottfried Bredow, deutscher Historiker (* 1773)

- 22. September: August Wilhelm Iffland, deutscher Schauspieler, Theaterintendant und Dramatiker (* 1759)
- 4. Oktober: Samuel Jackson Pratt, englischer Dichter und Dramatiker (* 1749)
- 10. November: Abbé Aubert, französischer Dichter, Dramatiker und Journalist (* 1731)
- 2. Dezember: Marquis de Sade, französischer Autor (* 1740)